# GianCarlo Montebello
GianCarlo Montebello (Milano, 15 marzo 1941 – Milano, 18 settembre 2020) è stato un designer e editore italiano.

## Biografia
Dopo aver frequentato la Scuola superiore d'Arte applicata all'Industria del Castello Sforzesco a Milano, GianCarlo Montebello, dal 1964, lavora come apprendista presso lo spazio milanese di Dino Gavina dove ha l'occasione di fare alcuni incontri importanti, tra gli altri con Carlo Scarpa, Achille Castiglioni e Pier Giacomo Castiglioni, che contribuiranno a segnare il suo percorso futuro.
Nel 1967 insieme alla moglie Teresa Pomodoro fonda GEM-Montebello con cui produce edizioni limitate di importanti artisti, italiani e stranieri, tra cui Alighiero Boetti, Rodolfo Aricò, Arman, Pol Bury, César Baldaccini, Pietro Consagra, Sonia Delaunay, Lucio Del Pezzo, Amalia Del Ponte, Piero Dorazio, Lucio Fontana, Alex Katz, Richard Lippold,  Ronald Mallory, Man Ray, Lowell Nesbitt, Niki de Saint Phalle, Gastone Novelli, Meret Oppenheim, Harold Paris, Arnaldo Pomodoro, Giò Pomodoro, Hans Richter, Sebastian Matta, George Rickey, Jesús-Rafael Soto, Joe Tilson e di architetti tra cui Ettore Sottsass. In questi anni GianCarlo Montebello collabora ampiamente con il fotografo Ugo Mulas al quale si devono alcuni scatti celebri dei gioielli indossati.
Nel 1970, durante un soggiorno a Parigi conosce e diviene amico di Man Ray; con lui produce vari gioielli tra cui la celebre maschera « Optic Topic », edita nel 1974 in cento esemplari e un paio di orecchini indossati da Catherine De Neuve.
A partire dal 1978 GianCarlo Montebello si concentra sulle proprie creazioni, anch'esse esposte in importanti recenti occasioni, tra cui "Medusa - Bijoux et tabous". In questa mostra, tenutasi al Musée d'Art Moderne de la Ville de Paris" nel 2017 era esposta la collana "Spirale", della Serie "Super leggeri", che riassume alcuni aspetti della sua produzione, tra cui la leggerezza. Montebello ha fatto ampio uso del taglio laser al fine di produrre elementi estremamente sottili che poi - come spiega l'artista e poetessa Fausta Squatriti in un testo dedicato a Montebello e al suo lavoro - vengono "ritagliate come un merletto, con sovrapposizioni e incastri, anche cuciti a punto a croce in filo d’oro".
Tra gli ornamenti per il corpo pensati e disegnati da Montebello si trovano inoltre oggetti "leggeri, perfino frivoli, se il termine non ci inducesse in inganno, come le stringhe, cui Giancarlo si dedica in vario modo, da quelle da scarpa con i puntali d’oro, alla stringa alla quale appendere ciondoli, in una specie di kit con il quale si possono ottenere varianti decorative.

## Esposizioni (selezione)
- 2018, "De Calder à Koons. Bijoux d'artistes. La collection idéale de Diane Venet", Musée des Arts Décoratifs, Parigi.
- 2017, "Medusa, Bijoux et tabous",  Musée d'Art moderne de la Ville de Paris Parigi.
- 2001, "L’arte del gioiello e il gioiello d'artista dal '900 ad oggi". Firenze, Museo degli Argenti.
- 1998, Biennale del gioiello d’arte contemporaneo, Villa Malpensata, Lugano.
- 1996, Jewelry in Europe and America: New Times, New Thinking; curated by Ralph Turner for the Craft Council Gallery in London.
- 1995, "The Italian metamorphosis, 1943-1968", a cura di Germano Celant, Guggenheim Museum New York.
- 1971, "Multiples: The First Decade", Philadelphia Museum of Art, Filadelfia, USA.

## Pubblicazione
- Il gioiello italiano del XX secolo, a cura di Melissa Gabardi, catalogo della mostra (Museo Poldi Pezzoli, novembre 2016 - marzo 2017) Silvana editoriale, Milano 2016. ISBN 978-8836635061.
- Gioielli per Milano e il sistema orafo lombardo, catalogo della mostra (Milano, 12 gennaio-6 febbraio 2011), a cura di Alba Cappellieri, Electa, Milano 2011. ISBN 978-8837085155.
- Gioiello italiano contemporaneo. Tecniche e materiali tra arte e design, catalogo della mostra, a cura di Alba Cappellieri, Skira editore, Milano 2004. ISBN 978-8861305472.
- L'arte del gioiello e il gioiello d'artista dal '900 ad oggi, Giunti, Firenze 2001. ISBN 88-09-01907-5.
- Dictionnaire International du Bijou, Editions du regard, Parigi 1998. ISBN 978-2903370985.
- Gioielli d'artista in Italia, 1945-1995, a cura di Luisa Somaini e Claudio Cerritelli, Electa, Milano 1995. ISBN 978-8843540525.